# Робертс, Генри Эдвард
Ге́нри Э́двард Ро́бертс (англ. Henry Edward Roberts; 13 сентября 1941, Майами — 1 апреля 2010, Мейкон) — инженер, врач, основатель и президент компании Micro Instrumentation and Telemetry Systems (MITS), выпустившей первый коммерчески успешный персональный компьютер Альтаир 8800. Часто именуется «отцом персонального компьютера».
Будучи подростком, Робертс конструировал схемы для аналоговых и цифровых вычислительных машин. Кроме интереса к электронике, он проявлял интерес к медицине.
В 1968 году Робертс получил степень бакалавра в области электротехники в университете штата Оклахома и был назначен в научно-исследовательскую лабораторию авиабазы Кёртленд (Kirtland AFB) в Альбукерке, штат Нью-Мексико. В лаборатории Робертс познакомился с Форрестом Мимсом (Forrest Mims III), который в то время был советником Альбукеркского клуба ракетного моделирования (Albuquerque Model Rocket Club). Под его влиянием Робертс увлёкся системами управления любительских ракет. В конце 1969 года Робертс и Мимс вместе с двумя сотрудниками лаборатории Стэном Кейглом (Stan Cagle) и Бобом Золлером (Bob Zaller) основали компанию MITS для производства и продажи систем телеметрии для ракетного моделирования. Осенью 1970 года произошёл раскол в компании: Робертс начал производство калькуляторов, а Кейгл и Мимс основали компанию по производству ракетных аварийных систем.
В ноябре 1971 года Робертс опубликовал в журнале Popular Electronics статью о калькуляторе MITS 816; это положительно повлияло на его бизнес. Но к 1974 году из-за конкуренции спрос на калькуляторы MITS стал падать, в результате чего он решил создать компьютер на базе новейшего процессора Intel 8080. В первом номере журнала Popular Electronics 1975 года появилась первая статья о новом компьютере. Эта статья вызвала интерес Билла Гейтса (Bill Gates), бывшего на тот момент студентом Гарвардского университета, и  Пола Аллена (Paul Allen); эти двое вошли в контакт с Робертсом и предложили свои услуги в написании интерпретатора BASIC. После заключения соглашения Гейтс покинул Гарвард и совместно с Алленом основал компанию Micro-Soft, позднее переименованную в Microsoft. Статья в журнале Popular Electronics о компьютере Альтаир 8800 внесла определённый вклад в создание знаменитого Homebrew Computer Club, который был основан группой энтузиастов, интересовавшихся Альтаир 8800. Позднее в этот клуб вступило более 30 компьютерных компаний, включая Apple Computer.
В 1976 году в компании МИТС было 230 сотрудников, объём продаж достиг 6 миллионов долларов. В этот момент Робертс стал тяготиться своей ответственностью за управление и стал искать партнёров для своего бизнеса. В 1977 году MITS была приобретена компанией Pertec Computer Corporation, а Робертс поступил в медицинскую школу Университета Мерсера (Mercer University), после окончания которой стал практикующим врачом в провинциальном городе Кокран (Cochran) (округ Блекли, штат Джорджия).
Генри Эдвард Робертс скончался 1 апреля 2010 года в больнице города Мейкон; причиной смерти стало воспаление лёгких.